# Emile Chevé
Emile Chevé (Douarnenez, Bretanya, 1804 - París, 26 d'agost de 1864) fou un compositor i metge francès pare d'Armand Chevé (1831-1907) que també fou músic i professor. El 1821 entrà en el cos de Sanitat marítima i fou enviat al Senegal, distingint-se durant l'epidèmia de febre groga de 1830. En retornar a França fou nomenat secretari i després inspector general del ministeri de Marina, però a partir de 1830 es dedicà exclusivament a la música, sent un dels més entusiastes propagadors de l'ensenyança d'aquell art per xifra, junt amb el seu cosí Amador París, amb la germana del qual s'havia casat. Sabé suplir perfectament la seva manca de ciència amb l'escalfor de la paraula i la seva eloqüència, que sàvia portar el convenciment a l'ànim del seu auditori, assolint així gran nombre de prosèlits. Fundà la societat coral Galin-París-Chevé i va veure adoptat el seu mètode d'ensenyança en al Cantó de Ginebra també fou professor de música de l'École Spéciale Militaire de Saint-Cyr.

## Publicacions
- Relation des epidémes de flèvre jaune qui ot régné à Gorée et à St. Louis (Senegal), pendant l'hivernage de 1830, (París, 1836).
- Mhétode élémentaire de musique vocale, (París, 1884),
- Méthode élémentaire d'harmonie, en col·laboració amb la seva esposa (París, 1846),
- Exercices élémentaires de lecture musicale à l'usage des ecoles primaires, (París, 1860),
- Simple réponse à M.M. Auber Gounod. Halévy,, etc., (París, 1860),
- Les onze dernières lettres d'Emile Chevé, (París, 1866), i nombrosos fulletons.